# Roscoe (Nowy Jork)
Roscoe – jednostka osadnicza w Stanach Zjednoczonych, w stanie Nowy Jork, w hrabstwie Sullivan.